# Кропоткин, Никита Иванович (воевода)
Князь Никита Иванович Кропоткин — голова, воевода и наместник во времена правления Ивана IV Васильевича Грозного.
Из княжеского рода Кропоткины. Младший сын князя Ивана Васильевича Кропоткина. Имел старшего брата Юрия Ивановича.

## Биография
В 1551 году, вместе с отцом и братом, записан во вторую статью московских детей боярских. В 1558 году второй голова в войсках правой руки при боярине, князе Серебряном, в походе к Новгороду и Юрьеву Польскому. В марте 1559 года голова при "слуге", князе Воротынском в Большом полку в походе против крымских войск. В 1560 году пятый голова при боярине и князе Курбском в Передовом полку в походе и осаде города Вильян, о по завоевании города послан из под Кеси вторым воеводою по рижской дороге к трём городам. В 1564-1565 годах годовал воеводою в Красном. В сентябре 1567 года первый воевода в Ракоборе, а после указано ему быть вторым воеводою в новопоставленном Суше-городе в полоцком повете. В 1569 году, по взятии литовцами Изборска, послан воеводою против их, коих разбил и город возвратил, за что ему пожалована большая золотая деньга. В 1570 году отправлен вторым воеводою из Вильяна в Псков в полк датского королевича, с которым шёл в полку королевича вторым воеводою к Колывани. В 1573 году голова ночных сторожей в Государевом стане в походе в Новгород, а оттуда на Лифляндию. В августе этого же года, в связи с литовской угрозою, послан воеводою в Юрьев, и указано ему, если неприятель придёт к Руговиду, то быть ему первым воеводою Сторожевого полка для помощи городу. В 1574 году упомянут почепским наместником и назначен вторым послом на съезд с шведскими послами проходивший на реке Сестра. В сентябре 1575 года первый воевода в Ракоборе. В октябре 1576 года наместник в Орешке и воевода у пристани города. Зимою 1577 года послан из Орешка пятым головою войск правой руки при боярине и князе Голицыне в походе под Колывань, а потом голова Большого полка при Головине в походе на Гомье и окружающие места. После взятия города Невчин оставлен первым воеводою в этом городе.

## Семья
От брака с неизвестной имел детей:
- Князь Кропоткин Семён Никитич — голова и воевода.